# Sumberagung (Pesanggaran)
Sumberagung is een bestuurslaag in het regentschap Banyuwangi van de provincie Oost-Java, Indonesië. Sumberagung telt 13.565 inwoners (volkstelling 2010).